# مانويل جياندوناتو
مانويل جياندوناتو (بالإيطالية: Manuel Giandonato)‏ (10 أكتوبر 1991 بكاسولي في إيطاليا - ) هو لاعب كرة قدم إيطالي في مركز الوسط. شارك مع منتخب إيطاليا تحت 16 سنة لكرة القدم ومنتخب إيطاليا تحت 17 سنة لكرة القدم ومنتخب إيطاليا تحت 18 سنة لكرة القدم ومنتخب إيطاليا تحت 19 سنة لكرة القدم ومنتخب إيطاليا تحت 20 سنة لكرة القدم ومنتخب إيطاليا تحت 21 سنة لكرة القدم ومنتخب إيطاليا لكرة القدم للدرجة الثانية ‏. أما مع النوادي، فقد لعب مع نادي بادوفا ونادي بارما ونادي تشيزينا ونادي ساليرنيتانا ونادي فيتشينزا ونادي كاتانزارو ونادي ليتشي ويوفنتوس ويوفي ستابيا ولانشانو كالتشيو 1920 ‏.

## وصلات خارجية
- مانويل جياندوناتو على موقع الاتحاد الأوربي (الإنجليزية)
- مانويل جياندوناتو على موقع إي إس بي إن إف سي (الإنجليزية)
- مانويل جياندوناتو على موقع قاعدة بيانات كرة القدم.إي يو (الإنجليزية)
- مانويل جياندوناتو على موقع Soccerway.com (الإنجليزية)
- مانويل جياندوناتو على موقع عالم كرة القدم.نت (الإنجليزية)